# 副鼻腔気管支症候群
副鼻腔気管支症候群（ふくびくうきかんししょうこうぐん、英語: sinobronchial syndrome、略称：SBS）とは、慢性気管支炎などの慢性下気道感染症に慢性副鼻腔炎を合併した病態であり、咳嗽、喀痰、呼吸困難といった呼吸器症状および、膿性鼻汁等の副鼻腔炎症状を呈する症候群である。何らかの免疫能低下、気道感染防御能の低下が存在するために，気道に慢性の細菌感染を来たし，また慢性下気道感染が進行すると，気管支拡張症の進展、慢性呼吸不全を来たす。

## 副鼻腔気管支症候群に含まれる疾患
- びまん性汎細気管支炎
- 原発性線毛機能不全症（Primary ciliary dyskinesia; PCD）
  - カルタゲナー症候群（Kartagener症候群）
- 免疫グロブリン欠損症
  - IgGサブクラス欠損症
  - IgA欠損症
- 嚢胞性線維症
- ヤング症候群
- 黄色爪症候群（Yellow nail症候群）

など。